# فربرن (ویسکانسین)
فربرن (به انگلیسی: Fairburn) یک منطقهٔ مسکونی در ایالات متحده آمریکا است که در شهرستان گرین لیک، ویسکانسین واقع شده‌است. فربرن ۲۳۸٫۰۵ متر بالاتر از سطح دریا واقع شده‌است.